# محوطه دشت دانیال
محوطه دشت دانیال مربوط به سده‌های اولیه دوران‌های تاریخی پس از اسلام است و در شهرستان شاهرود، بخش میامی، دهستان رضوان، ۲ کیلومتری شمال روستای باغچه واقع شده و این اثر در تاریخ ۷ خرداد ۱۳۸۷ با شمارهٔ ثبت ۲۲۹۴۲ به‌عنوان یکی از آثار ملی ایران به ثبت رسیده است.